# Mikroaggression
Mikroaggressioner är en form av subtilt aggressivt beteende som riktas mot personer tillhörande minoritetsgrupper – exempelvis etniska minoriteter eller HBTQ-personer. Beteendet kan vara högst kännbart för den som utsätts för det, men för omgivningen kan det vara svårt att se mikroaggressionerna. Mikroaggressionerna kan ta sig olika uttryck genom handlingar, yttranden och förhållningssätt, från den som har beteendet gentemot den som utsätts. Beteendet är ofta omedvetet, men kan ta sig medvetna uttryck. Mikroaggressionerna kan ibland även uttryckas genom en viss social miljö, exempelvis genom att det saknas representation av icke-vita. Beteendet räknas som en form av diskriminering, och beroende på gruppen som utsätts för aggressionerna kan man se det som ett uttryck för sexism, rasism, heterosexism med mera.
Mikroaggressioner kan delas upp i olika teman eller troper, utifrån vilket budskap de förmedlar till den som utsätts.

## Rasistiska teman och mikroaggressioner
I tabellen nedan ges exempel på hur rasism och rasistiska föreställningar kan yttra sig genom mikroaggressioner.
| Tema                                                   | Mikroaggression (yttrande/handling, m.m.) | Implicit budskap till den som utsätts |
| ------------------------------------------------------ | --- | --- |
| Främling i eget land                                   | "Var kommer du ifrån?" "Du pratar väldigt bra svenska" | Du är inte härifrån Du är en främling |
| Beröm för sin intelligens                              | "Du är väldigt vältalig" "Asiater är så smarta" | Det är avvikande att någon med ditt utseende är smart |
| Färgblindhet                                           | "Jag ser inte hudfärg när jag tittar på dig" | Dina upplevelser av rasism är oviktiga Du borde assimilera dig till den dominerande kulturen |
| Antagande om kriminalitet                              | När någon håller hårt i plånboken eller kollar sina fickor efter att en svart/icke-vit person gått förbi När en butiksinnehavare följer efter en icke-vit kund genom affären | Du är kriminell Du kommer att stjäla |
| Förnekande av individuell rasism                       | "Jag är inte rasist, jag har flera vänner som är svarta" "Som kvinna vet jag vad du går igenom som medlem av en etnisk minoritet"                                            | Jag kan omöjligen särbehandla folk utifrån deras hudfärg eftersom jag känner människor med din hudfärg Din upplevelse av rasism är precis som min upplevelse av sexism. Jag kan inte vara rasist. |
| Den meritokratiska myten                               | "Jag tycker att den bäst lämpade personen ska få jobbet" "Alla kan lyckas med hårt arbete"                                                                                   | Icke-vita får oproportionerliga fördelar och särbehandlas positivt på grund av sin hudfärg Icke-vita är lata och behöver arbeta hårdare för att lyckas i livet                                    |
| Nedvärdera kulturella uttryck och kommunikationsstilar | När någon ber en svart person att prata tystare | Anpassa dig och assimilera dig till den dominerande kulturen |
| Andra klassens medborgare                              | När någon med ett icke-nordiskt utseende misstas för att vara städare Att som svart ignoreras i en butik till förmån för en vit person                                       | Icke-vita kan omöjligen vara högutbildade Vita är mer värdefulla kunder än icke-vita |
| Mikroaggressioner i miljön                             | TV-serier och filmer som enbart visar vita skådespelare Underfinansierade skolor i områden med fler icke-vita                                                                | Du hör inte hemma här, du finns inte. Utbildning är inte viktigt för icke-vita |
| Hur man kränker någon utan att ens försöka             | "Vilken tattare" "Såna som du" "Han är en riktig jude" Att härma klädstilar, språk, dialekter, m.m.                                                                          | |